# あいつに恋して
『あいつに恋して』（あいつにこいして）は、新城卓監督による1987年の日本映画。ポカリスエットムービーキャラバン第1回作品。主演は当時アイドルとして人気を集めていた風見慎吾。ヒロインを演じる森高千里の映画デビュー作。原作は 島崎保久の『馬のゴン太の背にゆられ やったぜ!日本縦断2600キロ』（小学館）。

## 概要
風見慎吾演じるドン・キホーテを気取る学習院生と道産子馬のゴン太が、様々な苦難を乗り越えて北海道から九州までの日本縦断の旅を完結させる冒険青春物語。
1986年ポカリスエットムービーキャラバンイメージガールの当時17歳の森高千里が、ヒロインとしてデビュー。主題曲でデビュー曲「NEW SEASON」を歌う。風見・森高以外も多くの大物俳優がキャスティングされた。

## スタッフ
- 監督 - 新城卓
- 製作 - フィルムリンク・インターナショナル、山本又一朗
- プロデューサー - 阿部信雄、鈴木清
- 原作 - 島崎保久（『馬のゴン太の背にゆられ やったぜ!日本縦断2600キロ』小学館刊）
- 脚本 - 田山忍
- 撮影 - 大岡新一
- 音楽 - 大野雄二
- 美術 - 斎藤嘉男
- 編集 - 岡安肇
- 照明 - 高野和男
- 助監督 - 中田信一郎

## キャスト
- 風見慎吾（江藤正太郎）
- 植木等（祖父・鉄之助）
- 森高千里（松前千里）
- 高品格（祖父・金蔵）
- 新藤栄作（金森竜二）
- 友里千賀子（江藤駒子）
- 世良公則（函館・船員）
- 泉谷しげる（青森・中年男）
- 浜村純（八甲田山・宿主）
- 伊奈かっぺい（八甲田山・新聞記者）
- 倍賞美津子（仙台・人妻）
- 原田芳雄（人妻の夫）
- 相良健治（郡山の子供）
- 武田鉄矢（ガソリンスタンドマン）
- 渡辺祐子 （レジ係）
- 花澤徳衛（きしめん屋のおやじ）
- 石野陽子（京都の女の子）
- 勝野洋（警察の係官）
- 米倉斉加年（小倉・獣医）
- 大和田伸也（鹿児島・記者A）

## 製作
大塚製薬、日本テレビ放送網、ワーナー・パイオニア、東宝、フィルムリンク、トーヨーリンクスの6社が連動して推進したポカリスエットムービーキャラバン（PCM）第1回作品。
製作発表では、1986年12月20日クランクインと報道されていたが、1987年1月6日北海道別海町でクランクイン。1987年3月クランクアップ。

### 撮影
風見はロケ中のアクシデントで馬に蹴られ、前歯を折ってしまったという。
撮影は全国各地で大々的に行い、メディアでも大きく取り上げられた。

## 興行
東宝洋画系劇場で公開。東宝本番線（邦画系）は『シャタラー』。都会は本作の一本立て興行だが、地方は『微熱少年』との二本立て興行。東宝が洋画系劇場で邦画の青春映画をセットで流すのは珍しく、どちらもフレッシュな青春映画イメージを持ち、話題性もあることから東宝営業部も配収5億円を挙げたいと期待していたが、興行的には振るわなかった。

## 作品の評価
要因としては、原作が主人公と馬が悪戦苦闘しながら日本を縦断していく中で、友情が芽生えるというストーリーだったのに対し、映画では恋愛ものにしてしまった事。
その為、そのエピソードに映画の前半部分を使い、全国各地を旅する部分が短く希薄なものなった事もあげられる。